# Peter White (musicus)

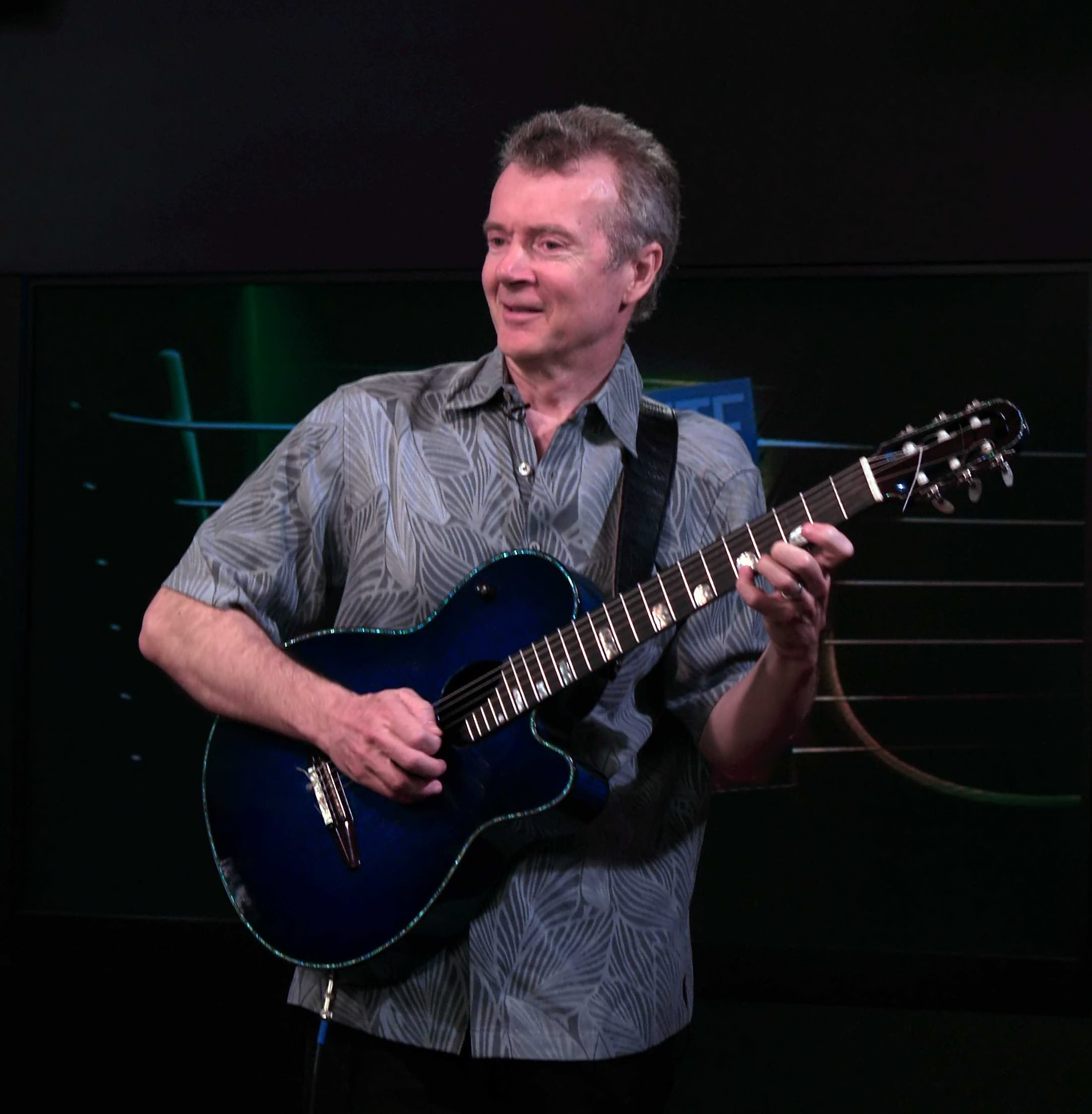
Peter White in San Diego, 2009

Peter White (20 september 1954) is een Britse musicus.
Hij groeide op in Luton, een stad in de buurt van Londen in Engeland. Als kind was White erg geïnteresseerd in muziek en hij leerde  een groot aantal verschillende instrumenten te bespelen. Gitaar was zijn favoriet. Op zijn 19de vertrok hij naar Londen om een band te zoeken. Hij ontmoette daar Miles Copeland, die onder andere ook Sting, REM en Al Stewart begeleidde. Binnen een jaar ging Peter White op tournee met Al Stewart, eerst als pianist, later als gitarist. De samenwerking duurde zo'n 20 jaar. 
In 1985 verliet Peter White Al Stewart en ging zijn eigen weg. Zijn eerste album kwam uit in 1990; Reveillez-Vous (Chase). Het album bestaat voornamelijk uit songs die Peter heeft geschreven voor Al Stewart die nooit zijn uitgebracht. Het album was direct een succes bij easy-listening- en jazzradiostations. Inmiddels heeft Peter een tiental succesvolle albums uitgebracht en geeft regelmatig concerten over de hele wereld.

## Discografie

### Albums
- 1990  Reveillez-Vous, Chase Music
- 1991  Excusez-Moi, Sindrome
- 1993  Promenade, Sindrome
- 1994  Reflections, Sindrome
- 1996  Caravan of Dreams, Columbia
- 1997  Songs of the Season, Sony
- 1998  Perfect Moment, Sony
- 2001  Glow, Sony
- 2004  Confidential, Columbia
- 2006  Playin' Favorites, Sony

## Privé
White is getrouwd een heeft een dochter.